# Roland Recht
Roland Recht (n. Estrasburgo; 1941), es historiador del arte, estudioso del patrimonio y crítico de arte francés.

## Trayectoria
Formado en historia del arte, Roland Recht ha hecho una doble carrera: en la Academia y en el mundo museístico. Entre 1980-1986, fue profesor en la Universidad de Borgoña. Pero enseguida, como estudioso del patrimonio artístico, fue nombrado Conservador Jefe y director general de los museos de Estrasburgo, cargo que desempeñó entre 1986 y 1993. Luego, ejerció como profesor y director del Instituto de Historia del Arte en la Universidad Marc Bloch de Estrasburgo (1993-2001). 
Su culminación administrativa llegó con el nombramiento en el Collège de France, en 2001, donde ha ocupado una cátedra de "Histoire de l'art européen médiéval et moderne"; la lección de clausura de la cátedra fue de febrero de 2012. 
Por su especial calidad, en 2003, fue además nombrado miembro del Instituto (Académie des Inscriptions et Belles-Lettres).
Aparte de numerosos artículos, ha publicado un buen número de libros tanto de historia del arte medieval (Le Monde gothique, Les Bâtisseurs des cathédrales gothiques, Giotto vis-à-vis, De la puissance de l'image), como del moderno, pues ha escrito sobre artistas contemporáneos (Beuys, Kiefer, Boltanski, Penone). Asimismo, como corresponde a sus otros intereses, ha publicado sobre el patrimonio (Penser le patrimoine). 
Recht, que trabaja en su ciudad natal, Estrasburgo, ha vivido a fondo sus orígenes alsacianos de un modo natural, así que a menudo sus fuentes bibliográficas y teóricas son alemanas. Por ello, su obra supone un diálogo entre la cultura francesa y la del país vecino. Ha sido traducida, por lo demás, en buena medida, al italiano, inglés y alemán.

## Obras
- L'Alsace Gothique 1300-1360. Etude d'architecture religieuse, Colmar, Alsatia, 1974.
- Nicolas de Leyde et la sculpture à Strasbourg 1460-1525, Estrasburgo, Presses Universitaires, 1987.
- Le Monde gothique. Automne et Renouveau 1380-1500, París, Gallimard, 1988.
- Saturne en Europe, Estrasburgo, 1988.
- Les Bâtisseurs de cathédrales gothiques, dirigido por R. Recht, Estrasburgo, Musées de la ville de Strasbourg, 1989; catálogo de exposición.
- La Lettre de Humboldt. Du jardin paysager au daguerréotype, París, Christian Bourgois, 1989;  reed. en 2006, con un epílogo nuevo.
- Penone. L'espace de la main, Estrasburgo, 1991.
- Le Dessin d'architecture. Origine et fonction, París, Hazan, 1995 (textos de 1980-1988).
- Le Croire et le Voir. Introduction à l'art des cathédrales (XIIe-XVe siècle), París, Gallimard, 1999.
- Penser le patrimoine. Mise en scène et mise en ordre de l'art, París, Hazan, 1999.
- Le Rhin. Vingt siècles d'art au cœur de l'Europe, París, Gallimard, 2001 .
- Giotto vis-à-vis. Volti e mani dalla Cappella degli Scrovegni, Turín, 2002.
- De la puissance de l'image: les artistes du Nord face à la Réforme, París, Louvre, 2002, dirigido por R. Recht.
- L'Objet de l'histoire de l'art, París, Fayard, 2003; su lección inaugural en el Collège de France.
- Le Monde des cathédrales, París, La Documentation française, 2003; ciclo de conferencias (6-I al 24-II-2000) en el Musée du Louvre dirigidas por R. Recht.
- Victor Hugo et le débat patrimonial, París, Somogy, 2003, actas del Coloquio del Instituto nacional del patrimonio para la UNESCO (5-6, XII-2002); dir. por Recht.
- Christian Tümpel, Rembrandt. Etudes iconographiques. Signification et interprétation du contenu des images, París, Gérard Monfort, 2004; trad. del alemán por R. Recht, M. Schirer-Recht y C. Michaud.
- Les Espaces de l'homme, París, Odile Jacob, 2005; simposio en el Collège de France, dirigido por A. Berthoz y R. Recht.
- À quoi sert l'histoire de l'art?, diálogo con Claire Barbillon, París, Textuel, 2006.
- Relire Panofsky, París, Louvre/Beaux-Arts, 2008, dirigido por R. Recht, libro donde colabora, entre otros, Georges Didi-Huberman.
- Point de fuite. Les images des images des images, París, Beaux-Arts, 2009, ensayos sobre arte actual.
- L’image médiévale: le livre enluminé, París, 2010.
- Miroirs de faille. A Rome avec Giordano Bruno et Edouard Manet, 1928-1929, París, 2011.